# Telescoopvork

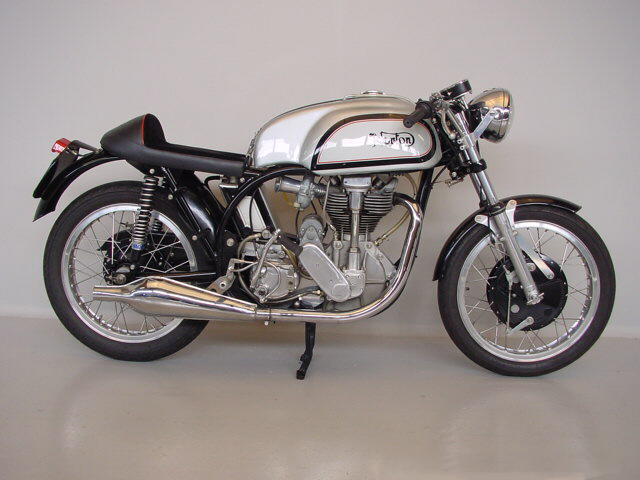
De telescoopvork in deze Norton 500 Manx uit 1961 is van het Italiaanse merk Ceriani en is mogelijk niet origineel

Een telescoopvork is een type voorvork dat wordt toegepast bij motorfietsen, bromfietsen en mountainbikes.
Het betreft een voorvork waarbij twee buizen in en uit elkaar kunnen schuiven. Veren en dempers zijn er meestal in gebouwd. De eerste moderne telescoopvork werd door Nimbus gepresenteerd in 1935, maar Scott gebruikte al telescoopvorken in 1909. BMW staat bracht de eerste hydraulisch gedempte telescoopvork op de markt, toegepast in de R 12 en de R17 in 1934, enkele maanden ná de presentatie van de Nimbus.
Hoewel in de jaren vijftig soms nog werd teruggegrepen op de veel sterkere schommelvoorvork, werd de telescoopvork doorontwikkeld en verdrong lange tijd alle andere typen voorvorken. Pas in 1988 kwam er een geheel nieuwe versie, de Upside Down-voorvork, een omgekeerde telescoopvork.